# Зличани
Зличани (чеш. Zličane, пољ. Zliczanie), западнословенско племе, једно од древних чешких племена, које је насељавало околину данашњег града Коуржим у Чешкој. Главни град зличанске кнежевине био је град Либице. Покорили су их 28. септембра 995. Пшемисловићи, након масакра зличанске владарске породице Славниковац (чеш. Slavníkovci).
Зличани су поменути у Далимиловој хроници написаној почетком 14. века.